# Gheorghe Megelea
Gheorghe Megelea (ur. 14 marca 1954) – rumuński lekkoatleta, specjalizujący się w rzucie oszczepem, który w późniejszych latach kariery reprezentował Kanadę.
Zdobył tytuł wicemistrza Europy juniorów w 1973 roku. Zwyciężył na uniwersjadzie w roku 1975.  Największym sukcesem zawodnika było zdobycie brązowego medalu podczas igrzysk olimpijskich w Montrealu w 1976. Brązowy medalista zawodów zorganizowanych przez państwa bojkotujące igrzyska olimpijskie w Moskwie. Wielokrotny reprezentant Rumunii, a następnie Kanady. Cztery razy poprawiał rekord Rumunii, a raz rekord Kanady. 
Rekord życiowy: 88,00 m (19 sierpnia 1977, Montreal).

## Osiągnięcia
| Rok  | Impreza                     | Miejsce    | Lokata     | Wynik |        |
| ---- | --------------------------- | ---------- | ---------- | ----- | ------ |
| 1973 | Mistrzostwa Europy juniorów | Duisburg   | 2. miejsce | 74,68 |        |
| 1975 | Półfinał pucharu Europy     | Turyn      | 1. miejsce | 83,64 |        |
| 1975 | Uniwersjada                 | Rzym       | 1. miejsce | 81,30 |        |
| 1976 | Igrzyska olimpijskie        | Montreal   | 3. miejsce | 87,16 |        |
| 1980 | Olympic Boycott Games       | Filadelfia | 3. miejsce | 79,24 | Kanada |